# Plagiochila retrorsa
Plagiochila retrorsa là một loài rêu trong họ Plagiochilaceae. Loài này được Gottsche mô tả khoa học đầu tiên năm 1863.